# Sweet
Sweet (före 1974, The Sweet) är ett brittiskt rockband som bildades 1968 i London och hade sin storhetstid i mitten av 1970-talet. Den mest kända och framgångsrika uppsättningen av bandet bestod av Brian Connolly (sång), Steve Priest (bas), Andy Scott (gitarr) och Mick Tucker (trummor). Sweet började sin karriär som ett tuggummipopband och gruppens tidiga stora hitlåtar skrevs av Nicky Chinn och Mike Chapman, medan singlarnas B-sidor stod till förfogande för gruppens egna låtar. 
Bandet gav ut sitt första studioalbum, Funny How Sweet Co-Co Can Be, 1971 och bland gruppens tidiga hits, skrivna av Chinn och Chapman, återfinns bland andra "Funny Funny", "The Ballroom Blitz", "Hell Raiser", "Poppa Joe", "Wig Wam Bam" och "The Six Teens". Från 1974 började gruppen frångå sitt ursprungliga sound till att istället spela hårdrock och gav under året ut två studioalbum – Sweet Fanny Adams och Desolation Boulevard. Därefter gav man ut Give Us a Wink (1976), Off the Record (1977) och Level Headed (1978) innan Connolly lämnade gruppen 1979. Bandets popularitet dalade i slutet av 1970-talet och man hann spela in ytterligare tre studioalbum, innan gruppen upplöstes 1981.
Från mitten av 1980-talet har Scott, Connolly och Priest alla spelat i egna versioner av Sweet under olika tidpunkter. Connolly avled 1997 och Tucker 2002. De två kvarvarande medlemmarna var fortfarande aktiva i sina respektive versioner av bandet fram till Priests död 2020. Scotts band var baserat i Storbritannien, medan Priests grupp huserade i USA. Bland gruppens mest kända egenskrivna låtar kan nämnas: "Fox on the Run", "Action", och "Love Is Like Oxygen". Sweet har sålt över 55 miljoner skivor och har haft 34 singelettor världen över.

## Historia

### 1968–1972: Tidiga år och genombrott
1965 spelade rekryterades trummisen Mick Tucker till bandet Wainwright's Gentlemen där bland andra Ian Gillan också var medlem. Gillan ersattes snart av sångaren Brian Connolly. En tid senare träffade Tucker och Connolly basisten och sångaren Steve Priest från det lokala bandet The Army. De lämnade Wainwright's Gentlemen och bildade, tillsammans med Priest, i januari 1968 bandet Sweetshop. Frank Torpey, som hade spelat med, samt gått på samma skola som Tucker, anslöt till bandet som gitarrist.
I mars 1968 gjorde bandet sitt första framträdande, i Hemel Hempstead, och fick snart en mindre fankrets i pubkretsen, vilket ledde till ett kontrakt med skivbolaget Fontana Records. Vid denna tidpunkt gav ett annat brittiskt band ut en singel under namnet Sweetshop, så man kortade ner bandnamnet till The Sweet. Paul Nicholas, som senare hade en huvudroll i musikalen Hair, var bandets manager. Nicholas arbetade med producenten Phil Wainman, och rekommenderade bandet för Wainman. Gruppens debutsingel "Slow Motion" gavs ut i juli 1968 och producerades av Wainman. Singeln sålde dåligt och kontraktet med Fontana avslutades. I sin självbiografi Are You Ready Steve, sade Priest att gitarristen Gordon Fairminer hade blivit tillfrågad att spela med bandet efter att Torpey bestämt sig för att lämna gruppen efter en konsert på Playhouse Theatre i Walton-on-Thames den 5 juli 1969. Fairminer tackade dock nej.
1969 rekryterades Mick Stewart som gitarrist och bandet skrev kontrakt med Parlophone. Tre singlar släpptes, ingen lyckades dock ta sig in på den brittiska singellistan. 1970 lämnade Stewart bandet men ersattes inte omgående. Connolly och Tucker stötte på Phil Wainman som visste att låtskrivarna Nicky Chinn och Mike Chapman sökte ett band som kunde sjunga på några demos de hade skrivit tillsammans. Trion sjöng därefter på en låt som hette "Funny Funny" med Pip Williams på gitarr, John Roberts på bas och Wainman på trummor. Den senare började erbjuda låten till olika skivbolag. Samtidigt höll The Sweet auditions för en ny gitarrist och rekryterade till slut Andy Scott, som hade sett en av gruppens annonser i tidningen Melody Maker. Gruppen repeterade under ett par veckor innan Scott gjorde sin livedebut med The Sweet den 26 september 1970 på Windsor Ballroom i Redcar.
Första albumet släpptes i december 1970 och var en samlingsskiva, Gimme Dat Ding. På detta album hade Sweet A-sidan medan ett annat band, The Pipkins, fick B-sidan. Skivan innehöll bland annat de tre singlarna bandet tidigare hade släppt för Parlophone. Trots att Andy Scott återfinns på omslaget spelar han inte på denna skiva. The Sweet gjorde TV-debut i december 1970 i programmet Lift Off där man framförde "Funny Funny". Man skrev på ett managementavtal med låtskrivarparet Chinn och Chapman och Phil Wainman fortsatte sitt samarbete med Sweet, som exekutiv producent. Avtalet innebar också ett skivkontrakt över hela världen (förutom Nordamerika) med RCA Records.
I mars 1971 gav RCA ut "Funny Funny" som blev The Sweets första internationella hit och klättrade upp till topp-20 i många länder. Detta gjorde att EMI i maj samma år gav ut deras tidigare singel "All You'll Ever Get from Me", som dock åter misslyckades att ta sig in på den brittiska singellistan. I juni 1971 tog sig nästa singel från RCA, "Co-Co", upp till en andra plats i Storbritannien och uppföljaren "Alexander Graham Bell" (oktober 1971) nådde plats 33. På dessa låtar stod medlemmarna fortfarande bara för sången, medan övriga instrument spelades av studiomusiker. I november samma år gavs bandets första officiella studioalbum, Funny How Sweet Co-Co Can Be. Albumet innehöll några av bandets tidigare singlar, några nya låtar av Chinn/Chapman (bland andra "Chop Chop" och "Tom Tom Turnaround"), samt några covers ("Daydream" av Lovin' Spoonful och "Reflections" av The Supremes). Albumet spelades in i Nova Studios i London och producerades av Wainman. Funny How Sweet Co-Co Can Be misslyckades att ta sig in på den brittiska albumlistan och såldes vid tidpunkten i 10 000 exemplar. Att gruppens album inte var lika framgångsrika som singlarna var ett problem som plågade bandet genom hela dess karriär.

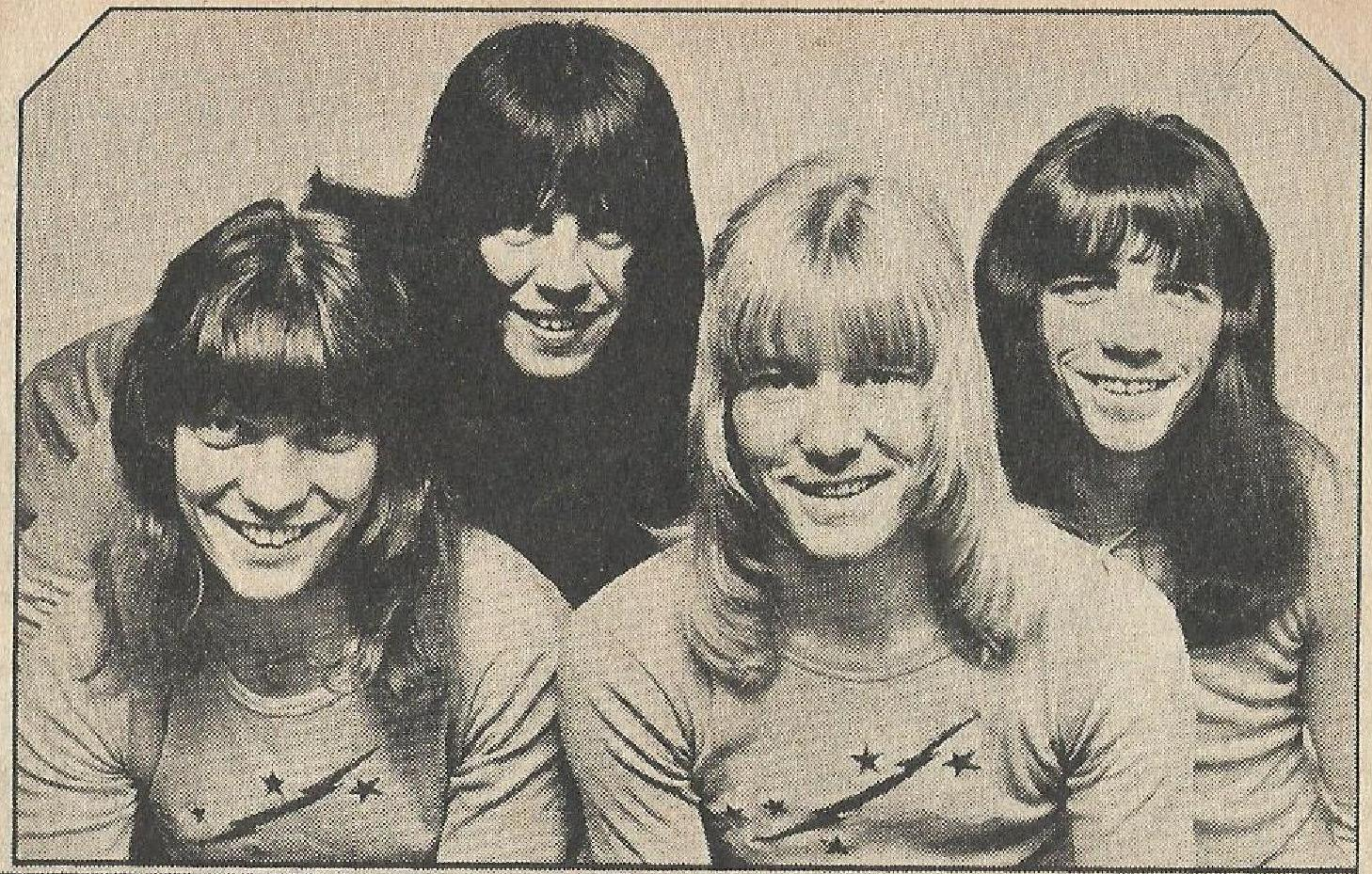
Sweet 1972, från vänster: Priest, Tucker, Connolly och Scott.

I februari 1972 gav man ut singeln "Poppa Joe", som blev etta i Danmark, Finland och Nederländerna. I hemlandet tog sig låten som bäst upp till plats 11. De efterföljande singlarna "Little Willy" och "Wig-Wam Bam", nådde båda plats 4 i Storbritannien. "Little Willy" nådde som bäst plats 3 på Billboard Hot 100 i USA efter att givits ut igen 1973, och blev därmed bandets största hit i Nordamerika.
Trots att "Wig-Wam Bam" till stor del var i samma anda som Sweets tidigare inspelningar, så hade sången och gitarrerna ett hårdare, mer rockorienterat sound. Detta berodde främst på att det var gruppens första Chinn/Chapman-singel där enbart bandets medlemmar medverkade på inspelningen. I januari 1973 blev "Block Buster!" Sweets första singeletta i Storbritannien, där den också höll sig kvar under fem veckor i följd. Efter att gruppens nästa singel "Hell Raiser" givits ut i maj 1973 och som bäst nått plats 2 i Storbritannien, gav bandets skivbolag i USA, Bell, ut bandets första album i USA i juli 1973 med titeln The Sweet.
För att promota singlarna så gjorde Sweet flera framträdanden på TV-program i Storbritannien och Europa, såsom Top of the Pops och Supersonic. Gruppen fick kritik då Priest var klädd som en nazist, med bland annat ett armband med en svastika på, när man framförde "Block Buster!" på Top of the Pops. Bandet var också ledande vad gäller överdrivna scenkläder i samband med glamrockens glansdagar i början av 1970-talet, och band såsom Gary Glitter, T. Rex, Queen, Slade, och Wizzard sågs som rivaler.

### 1973–1975: Andra albumet och nytt sound
Trots bandets framgångar började förhållandet med deras management bli allt mer spänt. Man hade fått en stor fanskara, med framförallt tonåringar, men var missnöjda med tuggummi-imagen man fått. Gruppen hade hela tiden skrivit egna hårda rocklåtar som givits ut som B-sida på singlarna, vilket blev en kontrast mot A-sidan som var skriven av Chinn/Chapman. Vid denna period bestod Sweets livekonserter till större delen av B-sidor och medleyn av äldre rocklåtar, medan man undvek sina hits såsom "Funny Funny" och "Poppa Joe". Ett framträdande vid Grand Hall i Kilmarnock 1973 slutade med att publiken kastade flaskor på bandet så att man tvingades lämna scenen. Detta berodde till viss del på bandmedlemmarnas stil (läppstift och ögonskugga) och till viss del av att många i publiken inte kände igen låtarna som spelades. Denna incident inspirerade låten “The Ballroom Blitz”, som gavs ut som singel i september 1973. Samtidigt fortsatte Sweets framgångar på listorna, framförallt i Storbritannien, Danmark, Tyskland, Sverige och Australien. I slutet av 1973 hade bandets namn ändrats från “The Sweet” till “Sweet”. Denna ändring syntes på samtliga utgivningar från 1974 och framåt.
1974 hade gruppen börjat tröttna på Chinn och Chapmans management. Tillsammans med producenten Phil Wainman spelade gruppen in sitt andra studioalbum, Sweet Fanny Adams, som sedan gavs ut i april samma år. Gruppens tekniska färdigheter som musiker demonstrerades för första gången på rocklåtar de skrivit själv såsom "Sweet F.A." och "Set Me Free". Man bytte också stil till en vanligare rockstil. Sweet Fanny Adams innehöll bland annat höga körstämmor, en trend som höll i sig på samtliga Sweetalbum. Inga tidigare singlar fanns med på albumet och man gav heller inte ut några, med undantaget "Peppermint Twist" som gavs ut i Japan, Nya Zeeland och Australien utan gruppens vetskap. Singeln lyckades bli etta i Australien. Sweet Fanny Adams blev bandets enda studioalbum att ta sig in på topp-40 på den brittiska albumlistan.
Under inspelningssessionerna för albumet blev Connolly skadad under ett slagsmål i Uxbridge. Han blev svårt skadad i halsen och hade sedan svårt att sjunga. Priest och Scott fick därför sjunga på några av albumets låtar ("No You Don't", "Into The Night" och "Restless") och Connolly, som fick behandling av en specialist från Harley Street, lyckades slutföra albumet. Bandet sade ingenting om denna incident, och sade istället till media att de konserter som ställts in var på grund av att Connolly drabbats av en halsinfektion. Sweet blev inbjuda av Pete Townshend att vara förband till The Who, som skulle spela på The Valley i juni 1974. Connollys skadade hals gjorde dock att bandet fick dra sig ur konserten. Sweet hade tidigare nämnt The Who som en av deras största influenser och spelade ofta ett medley med deras låtar under livekonserter.
Gruppens tredje studioalbum, Desolation Boulevard, gavs ut senare under 1974, sex månader efter Sweet Fanny Adams. Vid den tidpunkten hade producenten Phil Wainman gått vidare och albumet producerades av Mike Chapman. Albumet spelades in på sex dagar och hade ett råare livesound. En av låtarna, "The Man with the Golden Arm", som var skriven av Elmer Bernstein och Sylvia Fine till filmen Mannen med den gyllene armen 1955 med Frank Sinatra i huvudrollen, innehöll ett trumsolo av Tucker som var över 8 minuter långt. Denna låt hade funnits med på gruppens konserter under flera års tid. Den första singeln från Desolation Boulevard var "The Six Teens", som gavs ut i juli 1974. Den blev en topp-10 hit i Storbritannien och var gruppens tionde raka singeletta i Danmark. Den efterföljande singeln, "Turn It Down", bröt dock denna svit då den som bäst nådde plats 2 – i Storbritannien nådde den som bäst plats 41. "Turn It Down" fick minimalt med speltid på radio i Storbritannien och blev till och med bannlyst av vissa radiostationer på grund av texten i låten - "God-awful sound" och "For God sakes, turn it down". Bandet började spela live igen drygt sex månader efter Connollys halsskada. Både bandet och kritiker noterade att hans sång lät råare och att hans sångregister var något reducerat.
Gruppen hade inte haft något skivkontrakt i Nordamerika, så den amerikanska versionen av Desolation Boulevard gavs till slut ut av Capitol Records och var en blandning med låtar från Sweet Fanny Adams och Desolation Boulevard. Det innehöll också "The Ballroom Blitz" och singelversionen av "Fox on the Run". Både låtarna nådde plats 5 i USA som bäst. Albumets A-sida innehöll endast låtar skrivna av Chinn/Chapman, medan B-sidan innehöll låtar skrivna av bandet.
1975 gick Sweet tillbaka in i studion för att arrangera om och spela in en ny version av "Fox on the Run", som tidigare hade givits ut på Desolation Boulevard. Låten, som blev gruppens första egenskrivna och egenproducerade singel, gavs ut i mars 1975 och blev bandets bäst säljande hit och nådde förstaplaceringar i Tyskland, Danmark och Sydafrika, andraplaceringar i Storbritannien, Irland, Norge, Nederländerna och Kanada, samt tredjeplaceringar i Österrike, Schweiz och Nya Zeeland. I Australien blev "Fox on the Run" också den bäst säljande singeln år 1975. I USA nådde låten som bäst plats fem på Billboard Hot 100. I och med utgivningen av låten avslutade man samarbetet med Chinn/Chapman och bandet betonade att man nu klarade sig på egen hand som låtskrivare och producenter.
Uppföljaren "Action" släpptes i juli 1975 och gjorde också bra ifrån sig på singellistor världen runt med topp-5 noteringar i Australien, Österrike, Kanada, Schweiz, Danmark, Tyskland, Norge och Sverige. Med självförtroendet på topp samlades bandet under andra halvan av 1975 för att skriva och spela in nästa album i Musicland Studios i München, Tyskland, med den tyske ljudteknikern Reinhold Mack. Utgivningen av albumet sköts upp till 1976 för att inte störa Desolation Boulevards listframgångar. Under tiden gav RCA ut dubbelalbumet, Strung Up i Europa i november 1975. Den ena skivan av albumet innehöll ett antal låtar inspelade live i London i december 1973, medan den andra var en samlingsskiva med tidigare utgivna låtar (samt den outgivna låten "I Wanna Be Committed", skriven av Chinn/Chapman). I slutet av året gav Scott ut sin första solosingel – "Lady Starlight" med "Where D'Ya Go" som B-sida. Tucker spelade trummor på båda låtarna.

### 1976–1978: Nedgång i popularitet
I januari 1976 gavs "The Lies In Your Eyes" ut som singel, och nådde topp-10 i Tyskland, Danmark, Finland, Sverige, Nederländerna och Australien, men nådde endast plats 35 i Storbritannien. I mars samma år släpptes sedan bandets första egenproducerade studioalbum, Give Us a Wink. En tredje singel från albumet, "4th of July" gavs ut i Australien.
Under den här perioden strävade bandet efter att fortsätta bygga på sin popularitet i Nordamerika, där man bokade in en turné med över 50 konserter. Trots att utgivningen av Give Us a Wink var närstående, så bestod bandets repertoar till mesta delen av den amerikanska utgåvan av Desolation Boulevard, samt singeln "Action". Under en konsert i Santa Monica den 24 mars spelade Sweet Frees låt "All Right Now" tillsammans med Ritchie Blackmore som en hyllning till gitarristen Paul Kossoff, som avlidit några dagar tidigare. Kossoffs band Back Street Crawler skulle ha agerat förband till Sweet. Turnén gick sedan vidare till Skandinavien och Tyskland. Bandet tillbringade också en vecka på Rampart Studios som ägdes av The Who, där man spelade in demos för ett nytt album. Man övergav dock projektet och spelade sedan åtta konserter i Japan. Hela bandet festade hårt under turnéerna, men det vilda livet påverkade Connolly värst. "Jag tror att vi förstod så tidigt som 1975 att det fanns problem [med Brians drickande]", sade Scott i en intervju med tidningen Mojo 2008. "Vi föreslog hela tiden för honom att vi skulle ha en alkoholfri dag ibland, men det var svårt."
Sweet skrev och spelade in nytt material på Kingsway Recorders och Audio International London mellan oktober 1976 och januari 1977 till deras nästa album. Singeln "Lost Angels" föregick albumet och blev en hit i Tyskland, Österrike och Sverige. Det nya albumet, Off the Record gavs ut i april 1977. Nästa singel, "Fever of Love", tog sig, likt föregående singel, in på topplistorna i Tyskland, Österrike och Sverige, och nådde också topp-10 i Sydafrika. Bandet gjorde ingen konsertturné för att promota Off the Record och gjorde inte en enda konsert under hela 1977: en världsturné var planerad men ställdes in. Efter att ha givit ut Off the Record, lämnade man RCA senare under 1977 och bytte skivbolag till Polydor. Sweets manager David Walker skötte förhandlingarna kring flytten, som ryktades vara värd kring 750 000 pund. I Nordamerika och Japan hade Capitol Records givit ut Sweets album sedan 1974, vilket man också fortsatte med fram till 1980.
Bandets första skivsläpp för Polydor blev det sjätte studioalbumet Level Headed, i januari 1978. På albumet representerade en ny stil från gruppen där man experimenterade med att kombinera rock med klassiska sound, likt Electric Light Orchestra och en Led Zeppelin-influerad typ av rock, som varvades med ballader ackompanjerad av en 30-man stor orkester. Balladen, "Lettres D'Amour", var en duett mellan Connolly och Stevie Lange (som senare blev sångare i bandet Night 1979). Albumet spelades till större del in under 1977 i Château d'Hérouville, nära Paris, Frankrike och Clearwell Castle i Forest Of Dean, England. Bandet fick sin sista stora singelhit i låten "Love Is Like Oxygen". Scott blev nominerad till en Ivor Novello för låten. Nästa singel, "California Nights", sjöngs av Priest och som gavs ut i maj 1978, nådde som bäst plats 23 i Tyskland.
1978 gav sig bandet ut på en kort turné i Europa, tillsammans med studiomusikerna Gary Moberley (keyboard) och Nico Ramsden (gitarr), följt av en enda konsert i Storbritannien: på Hammersmith Odeon i London den 24 februari 1978. Mellan mars och maj samma år gav sig Sweet ut på en omfattande turné i USA som förband till Bob Seger and the Silver Bullet Band. Turnén inkluderade en katastrofal konsert i Birmingham, Alabama den 3 maj, under vilken Capitol Records chefer bevittnade en berusad Connolly göra ett osammanhängande och förvirrat framträdande. Connolly kollapsade tidigt under konserten vilket gjorde att resten av gruppen fick avsluta konserten utan honom. Bandet återvände kort till Storbritannien innan de återupptog den andra delen av turnén i USA i slutet av maj, som förband till andra akter, däribland Foghat och Alice Cooper. Turnén avslutades i början av juli 1978. Connollys alkoholism blev stadigt ett större problem.

### 1978–1981: Connolly lämnar bandet och de sista åren
I slutet av oktober, efter att ha tillbringat tid i Clearwell Castle för att skriva nytt material för nästa album, skulle gruppen spela in nästa album, Cut Above the Rest i The Town House, London. Som ett sista försök att ha kvar Connolly i bandet, gick han in i studion tillsammans med Tucker – utan Scott som producent. Flera låtar spelades in med Connolly som sångare (däribland "Play All Night" och "Stay with Me"). Dessa inspelningar ansågs dock inte hålla måttet och inspelningarna raderades sedan från det kommande bandet, samtidigt som Connolly lämnade gruppen. Den 23 februari 1979 bekräftades det officiellt av David Walker att Connolly lämnat Sweet. Officiellt sades det att Connolly skulle påbörja en solokarriär med inriktning på countryrock.
Bandet fortsatte som trio med Scott och Priest som vokalister och gav ut Cut Above the Rest i oktober 1979. Första singeln som trio var låten "Call Me". Keyboardisten Gary Moberley fortsatte turnera med gruppen, medan gitarristen Ray McRiner anslöt som livemusiker 1979. Gruppen promotade Cut Above the Rest med att vara förband till Journey och Cheap Trick i USA under våren och sommaren 1979. McRiner var sedan med och skrev låtarna "Too Much Talking" och singeln "Give The Lady Some Respect" som återfanns på bandets åttonde studioalbum, Water's Edge som gavs ut i augusti 1980. Albumet spelades in i Kanada, och i USA gavs det ut under titeln Sweet VI. Även låten "Sixties Man" gavs ut som singel. Tuckers fru Pauline drunknade då hon tog ett bad i sitt hem den 26 december 1979. Bandet drog sig tillbaka från att turnera under hela 1980.
Ytterligare ett album, Identity Crisis spelades in under 1980 och 1981, men gavs endast ut i Västtyskland och Mexiko. Sweet gjorde en kort brittisk turné och deras sista liveframträdande var på Glasgow University i Skottland den 20 mars 1981. Priest återvände därefter till USA där han bott sedan slutet av 1979. Då Polydor gav ut Identity Crisis i oktober 1982, hade Sweet varit upplöst i nästan ett års tid.

### 1981–idag: Åren efter Sweet
Idag finns två aktiva versioner av The Sweet: "Andy Scott's Sweet", som ofta turnerar i Europa och ibland besöker andra ställen såsom Australien, samt "Steve Priest's Sweet" som främst håller till i Nordamerika.
1985 blev Priest tillfrågad att ansluta till Tucker och Scott för en turné i Australien, men tackade nej i sista stund.
Mike Chapman kontaktade 1988 Connolly, Priest, Scott och Tucker och erbjöd sig att finansiera en inspelningssession i Los Angeles: "Jag träffade dem vid flygplatsen och Andy och Mick gick av flygplanet. Jag sade, 'Var är Brian?' De sade, 'Åh, han kommer.' Vid det här laget hade allt folk gått av planet. Plötsligt linkade en liten, gammal man mot oss. Han skakade och hade ett spöklikt vitt ansikte. Jag tänkte, 'Åh, herregud.' Det var skräckinjagande."  Nya studioinspelningar av "Action" och "The Ballroom Blitz" gjorde, men det hade blivit tydligt att Connollys röst och hälsa hade gjort en Sweet-comeback svår att promota kommersiellt. Återföreningsförsöket avbröts därmed.
1990 återförenades gruppen igen, för att promota dokumentären Sweet's Ballroom Blitz. Denna brittiska videoutgivning, som innehöll brittiska TV-framträdanden från 1970-talet och dagsfärska intervjuer, gavs ut på Tower Records, London. Sweet intervjuades av Power Hour, Super Channel, och talade om en eventuell återförening.
Brian Connolly avled den 9 februari 1997 vid 51 års ålder av leversvikt och multipla hjärtattacker, bland annat på grund av hans alkoholmissbruk på 1970-talet och i början av 1980-talet. Mick Tucker dog senare, den 14 februari 2002, av leukemi vid 54 års ålder.
Den 28 april 2009 gav Shout! Factory ut ett dubbelalbum med låtar från gruppens hela karriär, samlingsalbumet Action: The Sweet Anthology. Albumet emottog en fyrstjärnig recension (av fem) i tidningen Rolling Stone.

## Nya versioner av Sweet

### 1984–1997: New Sweet och Brian Connolly's Sweet
1984 bildade Brian Connolly en ny version av Sweet utan någon av de andra ursprungliga medlemmarna. Trots återkommande problem med hälsan turnerade Connolly i Storbritannien och Europa med sitt band "Brian Connolly's Sweet", vars namn senare ändrades till "New Sweet". 1987 träffade Connolly åter Frank Torpey. Torpey förklarade senare i intervjuer att Connolly försökt få ett tyskt inspelningsavtal. De två kom bra överens och Torpey bjöd därefter in Connolly till studion med honom, som ett informellt projekt. Efter mycket förtvivlan dök Connolly upp och låten "Sharontina" spelades in. Denna inspelning gavs inte ut förrän 1998, på Frank Torpeys album Sweeter.
I juli 1990 fanns planer för gruppen att turnera i Australien i november. Under den långa flygningen till Australien hade Connolly åter fått problem med sin hälsa och han blev därefter inlagd på sjukhus i Adelaide, vilket man påstod berodde på uttorkning och relaterade problem. Resten av bandet gjorde en konsert i Adelaide utan honom. Efter att ha lämnat sjukhuset anslöt Connolly till övriga bandmedlemmar i Melbourne för en konsert på Pier Hotel, i Frankston. Efter ytterligare ett antal konserter, spelade gruppen en sista konsert på Melbournes Greek Theatre. Det ansågs att Connollys problem var tillräcklig anledning till att inte förlänga turnén, och några av de planerade datumen övergavs. Tillbaka i England gjorde man ett framträdande på The Bob Downe Christmas Show den 18 december 1990.
Under början av 1990-talet turnerade gruppen en del i Europa och gjorde ibland framträdanden på utomhusfestivaler. Den 22 mars 1992 stals inspelningar som bandet gjort från deras van, vid en konsert i Bristol Hippodrome med Mud. Den innehöll demos av fyra nya låtar, med totalt cirka 20 olika mixar. Samtidigt pågick juridiska problem i bakgrunden, med användningen av namnet Sweet mellan Connolly och Andy Scott. Båda parterna gick med på att skilja deras gruppers namn för att hjälpa promotorer och fans. The New Sweet gick tillbaka till Brian Connolly's Sweet och Andy Scotts version blev Andy Scott's Sweet.
I mitten av 1990-talet hade Connolly löst sina problem med Steve Priest och Mick Tucker, och blev sedan inbjuden till Priests äldsta dotters bröllop. Vid denna privata tillställning framträdde Priest och Connolly tillsammans. 1995 släppte bandet ett nytt studioalbum med titeln Let's Go. Den 2 november 1996 sände den brittiska TV-kanalen Channel 4 programmet "Don't Leave Me This Way", som handlade om Connollys tid som popstjärna med Sweet, samt den efterföljande nedgången i bandets popularitet och dess inverkan på Connolly och den andra bandmedlemmarna. Programmet avslöjade också Connollys hälsoproblem. Brian Connolly's Sweet gjorde sin sista konsert på Bristol Hippodrome den 5 december 1996, med Slade II och John Rossalls Glitter Band Experience.

### 1985–idag: Andy Scott's Sweet
Scott och Tucker bildade en ny version av Sweet 1985 med Paul Mario Day (tidigare i Iron Maiden, More och Wildfire) som sångare, Phil Lanzon (Grand Prix) som keyboardist och Mal McNulty som basist. Denna version av bandet turnerade också på pubar och klubbar i Australien och Nya Zeeland i över tre månader 1985, och sedan återigen i början av 1986. Bandet gjorde ett framträdande på Marquee Club i London den 12 februari 1986. Denna konsert spelades in och gavs 1989 ut som Live at the Marquee via SPV Records, med fyra nya studioinspelningar, inklusive en cover på Four Tops "Reach Out I'll Be There". Paul Mario Day gifte sig med bandets australiensiska turnéguide och flyttade därefter till Australien. Han fortsatte vara med i bandet och reste fram och tillbaka till Europa för gruppens turnéer, tills detta kom att bli för besvärligt. Han lämnade bandet i slutet av 1988. McNulty tog över som sångare samtidigt som man rekryterade som basist i början av 1989. Mellan 1986 och 1988 jobbade Lanzon med både Sweet och Uriah Heep, innan han blev för upptagen med Uriah Heep. Malcolm Pearson och Ian Gibbons (som hade spelat med The Kinks och The Records) tog tillfälligt över som keyboardist, tills Steve Mann (Liar, Lionheart, McAuley Schenker Group) rekryterades i december 1989.
Tucker lämnade bandet efter en konsert i Lochau, Österrike den 5 maj 1991. Han blev senare diagnostiserad med en ovanlig form av leukemi. Tre trummisar, Andy Hoyler, Bobby Andersen och Bruce Bisland (tidigare medlem i Weapon, Wildfire, Praying Mantis), ersatte temporärt Tucker innan den tyske Bodo Schopf (tidigare McAuley Schenker Group) tog platsen. Under denna period spelade bandet in studioalbumet A. Innan man gav sig ut på turné 1992, för att promota albumet, lämnade dock Schopf bandet och Bisland återvände – denna gång som permanent medlem. Scott ändrade bandets namn till 'Andy Scott's Sweet' efter att Tucker lämnat gruppen, men bytte sedan tillbaka till 'The Sweet' efter Tuckers död 2002.
Mal McNulty, lämnade Sweet 1994, men återvände under en kort period samma år för att temporärt vikariera för Jeff Brown som basist (detta gjorde han återigen året därpå, som sångare under ett antal konserter, samtidigt som Rocky Newton spelade bas). Sweets förra keyboardister Gary Moberley och Ian Gibbons gästade också bandet under korta perioder samma år, vilket Chris Goulstone också gjorde. Chad Brown (tidigare i Lionheart) var bandets nya frontman. Ett nytt studioalbum, Glitz Blitz and Hitz, med nyinspelningar av Sweets äldre hits gavs ut under denna period. 1996 lämnade Mann och Gibbons återvände en kort tid innan Steve Grant (tidigare i The Animals) blev permanent keyboardist. Då Chad Brown slutade 1998, efter att ha haft problem med halsen, tog Jeff Brown över som sångare och basist. Efter detta, hade bandet en stabil sättning i drygt fem år.

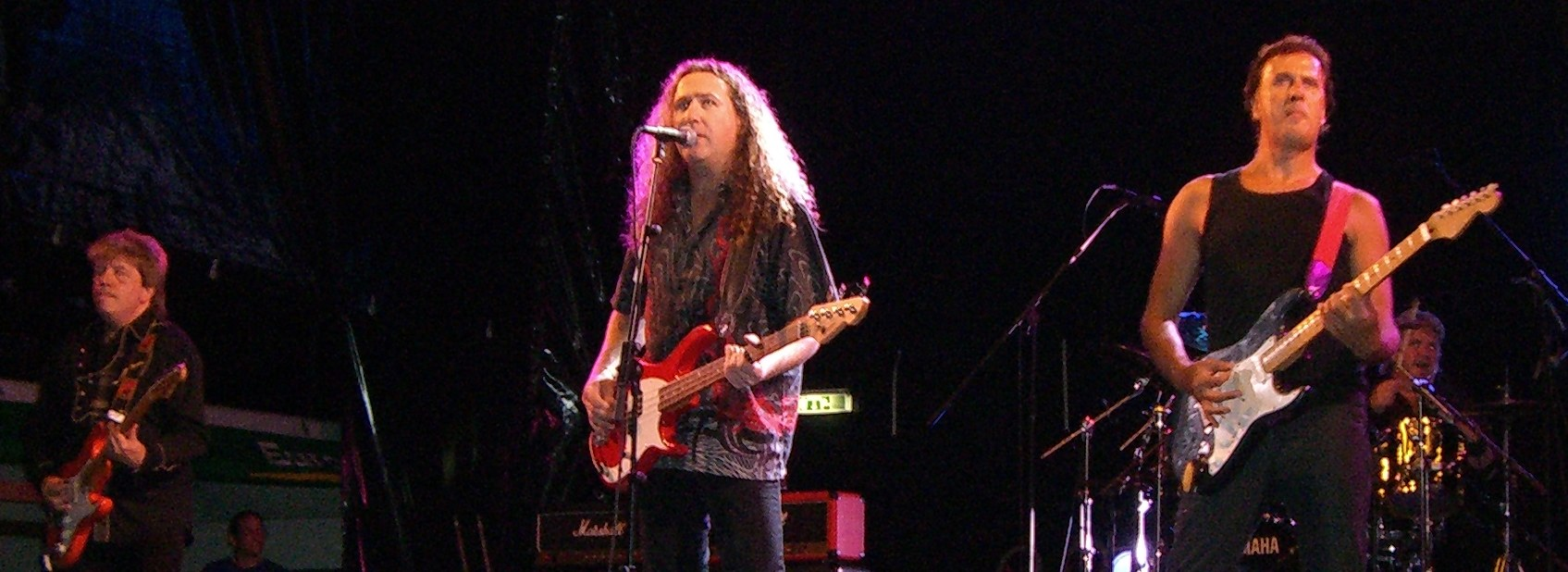
Andy Scotts version av Sweet 2006.

I mitten av 2000-talet gjordes flera ändringar och rotationer av bandets medlemmar. Tony O'Hora ersatte Brown som sångare 2003. Ian Gibbons kom tillbaka en tredje gång för att spela keyboard med bandet under en konsert i juni 2005 på Färöarna. O'Hora lämnade Sweet i slutet av 2005. Grant bytte då från keyboard till sång och bas, samtidigt som Phil Lanzon återvände som keyboardist för en turné i Ryssland och Tyskland i oktober och november 2005. Den nya sångaren Mark Thompson Smith anslöt till gruppen i november 2005 för ett antal konserter i Sverige, medan Jo Burt (tidigare i Black Sabbath) temporärt tog över som basist. Tony Mills var tänkt som Sweets nya sångare i början av 2006 men tvingades lämna bandet efter endast sex konserter i Danmark. Vid denna tidpunkt återvände O'Hora, följt av Grant, temporärt som sångare respektive sångare/basist, innan gruppen hittade en permanent frontman i Pete Lincoln i juli 2006. Bandet bestod då av Scott, Bisland, Grant och Lincoln.
I mars 2006 gav gruppen ut sitt andra studioalbum, Sweetlife. På detta album medverkade Scott, Bisland, Brown och Grant. I maj 2007 gjorde gruppen sina två första konserter i Sydamerika. Under maj och juni 2008 var Sweet del av turnén "Glitz Blitz & 70s Hitz" i Storbritannien tillsammans med The Rubettes och Showaddywaddy. I mars och april 2010 missade Scott ett antal konserter på grund av hälsoproblem, varpå Martin Mickels temporärt tog hans plats. Scott avslöjade senare att han drabbats av prostatacancer och att han fått behandling på Bristol Royal Infirmary. Efter behandling och vila var han tillbaka och turnerade med Sweet i Europa senare under året.

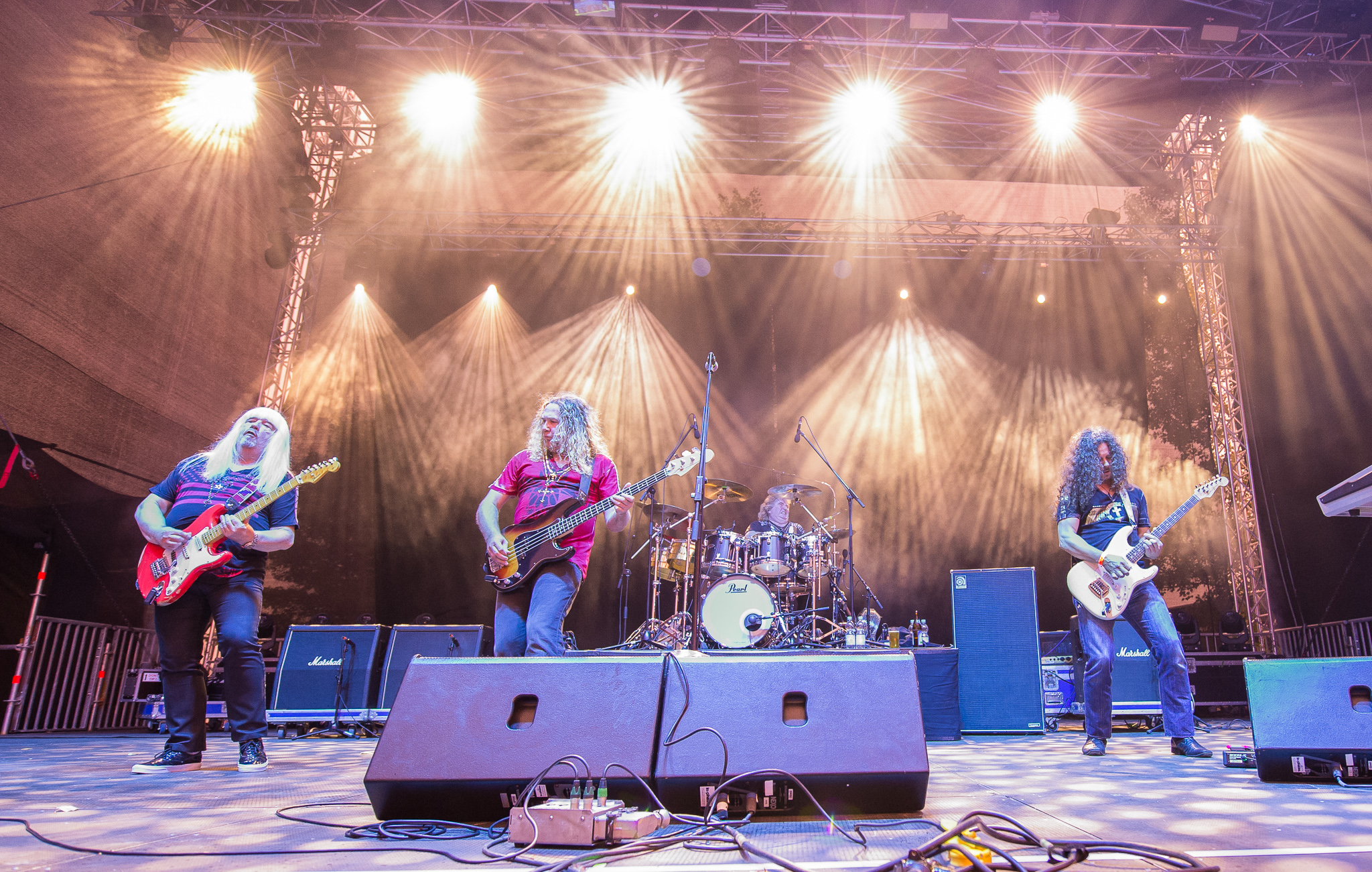
Andy Scotts Sweet under en konsert i Tyskland 2015.

I mars 2011 gjorde man två konserter med Doobie Brothers i Australien. Samma år återvände Tony O'Hora, som keyboardist, efter att Grant lämnat bandet. I mars 2012 gavs det tredje studioalbumet ut, New York Connection. Albumet spelades in i England och bestod av elva covers, inklusive en nyinspelning av "New York Connection" som gavs ut 1972 som B-sida till "Wig-Wam Bam". Samtliga covers innehöll antingen delar av äldre Sweetlåtar eller andra artisters låtar (Hellos "New York Groove" innehöll till exempel en bit av Jay-Z:s "Empire State of Mine"). Under en turné i Australien 2012 spelade man för första gången låtar från det nya albumet live.
Under en turné i Australien under februari och mars 2014 ersatte Paul Manzi temporärt Tony O'Hora, som saknades på grund av personliga skäl. Manzi spelade gitarr, keyboard och sjöng låtarna "Set Me Free" och "AC-DC". Med O'Hora tillbaka i bandet, återvände man till Australien i september 2014 som huvudakt under Rock The Boat 4. Detta var en kryssning på båten Rhapsody of the Seas, som gick från Sydney till Nya Kaledonien och Vanuatu. I juni 2015 meddelades det att bandet skulle ut på en omfattande turné i Storbritannien i slutet av 2015 och att denna turné förmodligen skulle komma att bli gruppens sista. Under ett antal turnédatum under sommaren 2015 ersatte Paul Manzi temporärt Pete Lincoln, som lämnade ett meddelade online: "Det har varit en del rykten denna helg, så... vill bara säga att jag lever och mår bra! Den korta förklaringen för min frånvaro är att jag behöver vila min röst under ett par veckor. Vi har tur att vår gode vän Paul Manzi kan ansluta, och Tony kan rollen som basist/sångare, så konserterna kan fortgå, och de kommer att vara bra! Jag ser fram emot att vara tillbaka på scenen väldigt snart."
Lincoln var snart tillbaka i bandet och de fortsatte med än fler konserter, känd som "Finale"-turnén i Tyskland. 2017 var bandet tillbaka med en omfattande turné i Europa.
2019 lämnade både Lincoln och O'Hora bandet. Den 9 april meddelade gruppen via Facebook att Lincoln skulle lämnat Sweet. Han lämnade bandet på grund av sitt andra projekt The Frontm3n. Lincoln gjorde sin sista konsert med Sweet i München den 28 maj och ersattes därefter av Paul Manzi. Under den sju sista konserterna med Lincoln medverkade också Manzi. I början av oktober 2019 meddelades det att även O'Hora lämnat Sweet på grund av personliga familjeskäl. Scott bekräftade samtidigt att Steve Mann temporärt återvänt till bandet för att bandets resterande konserter i november och december 2019. Därefter anslöt basisten Lee Small till bandet.

### 2008–2020: Steve Priest's Sweet
I januari 2008 bildade Steve Priest en egen version av Sweet i Los Angeles. Han anlitade gitarristen Stuart Smith och trummisen Richie Onori som båda också spelar i bandet Heaven & Earth. Stevie Stewart, som tidigare spelat med Crow, blev keyboardist i gruppen, och Joe Retta togs in som frontman och sångare. Efter ett första framträdande på radiostationen 95.5 KLOS's, påbörjades "Are You Ready Steve?"-turnén vid Whisky a Go Go i Hollywood den 12 juni 2008. De nästföljande månaderna turnerade man i USA och Kanada och gjorde även ett antal festivalframträdanden.
I januari 2009 närvarade Sweet på Pollstar Awards och spelade också ett kort set på Nokia Theatre där evenemanget hölls och blev därmed det första bandet i ceremonins historia att spela live på galan. Förutom lokala spelningar runt Los Angeles så spelade bandet under 2009 återigen i Kanada och gjorde också några festivalframträdanden. Gruppen spelade in en cover av The Beatles "Ticket to Ride", som gavs ut på Cleopatra Records Abbey Road, ett hyllningsalbum till Beatles som släpptes den 24 mars 2009. En förhandslyssning av bandets livealbum Live in America, som spelades in på Morongo Casino, Resort & Spa i Cabazon, Kalifornien den 30 augusti 2008, gjorde på radiostationen KLOS "Front Row"-program den 12 april 2009. Albumet, som först såldes på konserter och via bandets onlinebutik, släpptes över hela världen via ett exklusivt avtal med Amazon.com den 21 juli 2009.
I april 2010 släppte gruppen sin första singel på iTunes: en uppdaterad hårdrockversion av Beatles "I Saw Her Standing There". Samma sommar spelade man återigen på ett antal festivaler runtom USA. Den 11 november 2010 tillkännagavs att "Steve Priest's Sweet" hade bokats för en handfull europeiska konserter i maj 2011, men spelningarna ställdes in i slutet av januari 2011 efter det att det uppdagats att en av promotorerna var en misstänkt svindlare som var efterlyst i Storbritannien. Under mars 2011 turnerade bandet i Sydamerika tillsammans med Journey. Bandet och deras europeiska fans blev därefter återförenad snabbare än man trott, när bandet blev bokat för två tyska konserter, 27 och 28 maj 2011. Konserterna genomfördes i Borna och Schwarzenberg och det var då över trettio år sedan Priest senast hade spelat med Sweet i Europa.
Den 12 augusti 2012 lämnade Stuart Smith bandet för att ägna mer tid till sitt andra band, Heaven & Earth. Smith ersattes av Ricky Z. som gjorde sin första konsert med gruppen i oktober 2012 på Festival Internacional Chihuahua i Mexiko. I februari 2013 spelade denna uppsättning av bandet i Kanada. Bandet gjorde några sällsynta konserter USA:s östkust i juli 2013, inklusive en konsert med David Johansen från New York Dolls på Bergen Performing Arts Center i Englewood, New Jersey. Retta var otillgänglig för dessa konserter, så Tribes of Gypsies frontman Chas West, som tidigare spelat med bland andra Jason Bonham, Foreigner och Diamond Head, ersatte honom temporärt.
Den 27 augusti 2014 meddelade Priest på bandets Facebook att gitarristen Mitch Perry ersatt Ricky Z. Perry hade tidigare spelat med Lita Ford, Michael Schenker Group, Asia featuring John Payne, Edgar Winter, Billy Sheehan och David Lee Roth. Hans första konsert med Sweet var på Rock River River Festival i Saskatoon, Saskatchewan den 23 augusti 2014.'
Den 4 juni 2020 avled Priest vid 72 års ålder.

## Medlemmar
| Senaste medlemmar - Steve Priest — basgitarr, sång (1968–1981) - Mick Tucker — trummor, slagverk, sång (1968–1981) - Andy Scott — gitarr, sång (1970–1981) | Tidigare medlemmar - Brian Connolly — sång, keyboard (1968–1979) - Frank Torpey — gitarr (1968–1969) - Mick Stewart — gitarr (1969–1970) | Turnémusiker - Gary Moberley — keyboard (1978–1981) - Nicko Ramsden — gitarr (1978) - Ray McRiner — gitarr (1979) |

Tidslinje
Detta är en ungefärlig tidslinje för när medlemmarna var aktiva i gruppen.

## Diskografi
Studioalbum
- 1971 – Funny How Sweet Co-Co Can Be
- 1974 – Sweet Fanny Adams
- 1974 – Desolation Boulevard
- 1976 – Give Us a Wink
- 1977 – Off the Record
- 1978 – Level Headed
- 1979 – Cut Above the Rest
- 1980 – Waters Edge
- 1982 – Identity Crisis